# Geografija Kirgizistana
Kirgizistan je celinska država v Srednji Aziji. Na vzhodu in jugovzhodu meji na Kitajsko, na severu na Kazahstan, na zahodu na Uzbekistan in na jugu na Tadžikistan. Ozemlje se razteza okoli 900 kilometrov od vzhoda do zahoda in 410 kilometrov od severa do juga.
Meja z Uzbekistanom in Tadžikistanom v Ferganski dolini je zelo komplicirana, kar je posledica delitve Srednje Azije med pet republik v času Sovjetske zveze. Obstajajo tri kirgiške enklave: 2 v Uzbekistanu in 1 v Tadžikistanu.

## Topografija in vode
Površje je pretežno gorato. Nebeško gorovje (Tian Shan) in Pamir skupaj zavzemata okoli 65% ozemlja. Na jugozahodu je del Nebeškega gorovja gorska veriga Alay.  Nebeško gorovje se razprostira proti vzhodu vzdolž meje s Kitajsko in še dlje na vzhod v Xinjiang v Uygurski avtonomni pokrajini na Kitajskem. Povprečna nadmorska višina gorovja v Kirgizistanu je 2.750 m, najvišje seže na Jengish Chokusu 7.439 m, najnižje pa blizu Oša v Ferganski dolini 394 m. Skoraj 90% ozemlja leži več kot 1.500 m nad morsko gladino.
Gore so geološko mlade in so nastale z dvigovanjem, verige so med seboj ločene z globokimi dolinami. V gorah se nahaja okoli 6500 ledenikov. Po ocenah naj bi bilo v njih zamrznjene okrog 650 km³ vode. Doline rek Čuj, Talas, ter Ferganska dolina so relativno ravne in primerne za kmetijstvo.
Kirgizistan ima mnogo rek in potokov, ki imajo vse ledeniški značaj. Večina rek so pritoki Sir Darje, ki ima svoje povirje v zahodnem Tian Shanu ob meji s Kitajsko. Drug velik rečni sistem predstavlja reka Čuj, ki izvira v severnem delu države in teče proti severozahodu ter izgine v puščavi na jugu Kazahstana. Jezero Isik Kul (v prevodu "vroče jezero") je drugo največje jezero v Srednji Aziji takoj za Aralskim. Jezero ima prostornino 1.738 km³,  je rahlo slano in relativno toplo (med 15 in 23 ºC). V Kirgizistanu je skupaj okoli 2.000 jezer s skupno površino 7.000 km², večinoma se nahajajo na nadmorski višini med 3.000 in 4.000 m. Največja tri so velika več kot 100 km². Drugo in tretje največje jezero, Song-Köl in Chatyr-Köl (slednje je tudi slano), se nahajata v Narynski kotlini.
Strma pobočja, pogosto poraščena samo s travo, so podvržena eroziji. Pojav zemeljskih in snežnih plazov je zato pogost. Pogosti so tudi potresi, saj gre za mlado gorstvo, del Himalajskega pogorja, ki se še vedno dviga zaradi podrivanja Indijske tektonske plošče pod Evrazijsko. V avgustu 1992 je bil zadnji večji potres, prizadeto je bilo mesto Jalal-Abad na jugozahodu države. 

## Klima
Zaradi gorskih verig, ki preprečujejo dotok vlažnega zraka iz juga, je podnebje izrazito celinsko z lokalnimi odstopanji. Ozke doline so redko obsijane s soncem, sicer pa je država dobro osončena in prejeme okoli 2900 ur sončne svetlobe na leto. Tudi temperature se lahko bistveno razlikujejo od kraja do kraja. V januarju je povprečna temperatura -4 °C na jugu v mestu Oš in okoli jezera Isik Kul. Najhladneje je v gorskih dolinah. Tukaj lahko padejo temperature na -30 °C ali manj; rekord je -53,6 °C. Povprečna temperatura v juliju znaša 27 °C v Ferganski dolini, kjer je rekord 44 °C, najnižje vrednosti do -10 °C pa so na najvišjih gorskih vrhovih. Padavine se gibljejo od 2.000 mm na leto v gorah in do 100 mm na zahodu države.

## Zavarovana območja
Ob koncu leta 2004 je bilo zavarovano:
- 8 državnih naravnih rezervatov (zapovedniki), s skupno površino 2.880 km²;
- 9 narodnih parkov površine 2.760 km²;
- 10 gozdnih, 23 rastlinskih, 18 geoloških in 2 splošni zaščiteni območji (zakazniks) ter 14 rezervatov za divjad s skupno površino 3.250 km²;
- jezero Isik Kul (od leta 1998) in biosferni rezervat Sary-Chelek (od leta 1978) skupaj v obsegu 282 km²[2].

## Statistični podatki
Država ima površino skupaj: 198.500 km²
- kopno: 191.300 km²
- voda: 7.200 km²

Dolžina državne meje znaša skupaj: 3.878 km. Po državah pa:
- Ljudska republika Kitajska 858 km, Kazahstan 1.051 km, Tadžikistan 870 km, Uzbekistan 1.099 km.

Najnižna in najvišja točka:
- najnižja: Kara-Darya 132 m
- najvišja: Jengish Chokusu 7.439 m

Naravni viri: vodna energija, pomembna nahajališča zlata in redkih zemeljskih kovin; lokalno izkoriščanje premoga, nafte in zemeljskega plina, živo srebro, bizmut, svinec in cink.
Raba zemljišč:
- njive: 7%
- trajni nasadi: 0%
- trajni pašniki: 44%
- gozdovi in grmičevje: 4%
- Drugo: 45% (stanje 1993)
- Namakana zemljišča: 9.000 km² (stanje 1993)

Opomba: Kirgizistan ima največji naravni gozd orehov na svetu, Arslanbob, ki se nahaja v pokrajini Jalal-Abad z ogromno različnimi genetskimi značilnostmi. Domnevajo, da večina sort orehov na svetu izhaja iz izvirnih vrst iz tega območja.

## Okoljska problematika
Kirgizistan nima niti težke industrije, niti velike proizvodnje bombaža, zato s tem v zvezi nima okoljskih problemov kot sosednje države v Srednji Aziji. Od leta 1990, to je od osamosvojitve, se je tudi sicer zmanjšala tako industrijska kot kmetijska proizvodnja. Kljub temu ima Kirgizistan resne težave zaradi neučinkovite rabe prostora in onesnaževanja vodnih virov, degradacije tal in neprimernih kmetijskih ukrepov.
Leta 1994 je kmetijstvo porabilo približno 88% celotne porabe vode (8% industrija in 4% lokalnih vodovodni sistem). Po mnenju strokovnjakov Svetovne banke ima Kirgizistan zadostne količine kakovostne vode za uporabo v prihodnosti, če bo z njo preudarno upravljal. Področja z najnižjo kakovostjo pitne vode so v močno naseljenih regijah v dolini reke Čuj na vzhodu države in v pokrajini Jalal-Abad ter območja ob rekah, ki se stekajo v jezero Isik Kul. Glavni onesnaževalci pitne vode so rudniki srebra v Haidarkanu, rudnik antimona na Kadamzai; rudnik urana v Kadzyi Sai je sicer prenehal delovati v letu 1967, še vedno pa se strupene snovi izpirajo v bližini Isik Kula, odlaganje jamske jalovine v Min Kushu ter rudarsko metalurški kombinat v Orlovki.
Nevarnost naravnih nesreč so: potresi, zemeljski plazovi, nagnjenost k večjim poplavam v času taljenja snega.
Zaradi pašništva in preobremenjevanja zemljišč z živino prihaja do erozije tal. V dolinah kjer se kmetijske površine intenzivno namakajo pa prihaja do salinizacije. Pomanjkanje kmetijskih površin povzroča tudi izgradnja akumulacijskih jezer za hidroelektrarne. Tako je na primer jezero Tortogul zalilo 130 km² km kmetijskih površin, sočasno pa zadržuje znatne količine vode v nadaljnjem toku reke Sir Darja. Mnogo elektrarn je zgrajenih tudi v porečju reke Naryn, ki je poleg tega še potresno občutljivo.
Jedrski odpadki so se v času Sovjetske zveze na veliko odlagali na prostem v jame. Številni prebivalci dobijo pitno vodo direktno iz onesnaženih vodotokov in vodnjakov, zaradi česar se prenašajo bolezni. Nezakonit je lov na zelo redke zaščitene vrste živali, kot so snežni leopard in ovce Marko Polo.
Država je podpisala vrsto mednarodnih sporazumov s področja biotske raznovrstnosti, dezertifikacije oziroma degradacije tal, nevarnih odpadkov, vendar jih ni ratificirala in torej v Kirgizistanu ne veljajo.